# Türk Mukavemet Teşkilatı
TMT és l'acrònim de Türk Mukavemet Teşkilatı (Organització de Resistència Turca), un grup polític i paramilitar d'important protagonisme en les lluites les comunitats de l'illa de Xipre durant la segona meitat de segle xx. Aquesta organització pregonava la idea del taqsim, és a dir, la partició de l'illa en comptes de la seva unió (enosi) amb Grècia.

## Antecedents
L'antecedent immediat del TMT és l'organització xipriota turca Volkan (en català "Volcà"), que havia estat creada el 1955 per Fazil Küçük. Les dues neixen com a reacció a la lluita d'EOKA una organització xipriota grega que tenia com a objectiu la independència de Xipre de l'Imperi Britànic i l'enosi.
A més de Volkan, també s'havien creat diverses organitzacions d'autodefensa a mitjans de la dècada dels 50 com KITEMB-Kıbrıs Türk Mukavemet Birliği (Unió de Resistència Turca de Xipre), 9 Eylül Cephesi (Front 9 de Setembre), Kıbrıs Türk Komandoları (Escamot Xipriota Turc). Totes aquestes seran posteriorment absorbides pel TMT.
El gener de 1956, Volkan havia començat la seva reacció contra l'EOKA. Llavors tenia uns 100 homes ben armats i entrenats, que li va permetre dur a terme atacs amb bombes contra propietats gregues. A més a més, membres d'aquesta organització van ser emprats pels britànics en la seva lluita contra l'EOKA.

## Creació
El TMT va succeir Volkan després d'una reestructuració duta a terme per Rauf Denktash el 1957, donant-li el seu nou nom. El TMT va distribuir el seu primer pamflet el 26 de novembre de 1957: "Ara hem donat un nou impuls a Volkan i la nostra activitat s'ha estès per tot Xipre, amb l'objectiu d'incloure en les nostres files a tota la població turcoxipriota."
Hi ha certa controvèrsia sobre la creació del TMT i de la data. Els xipriotes turcs consideren que va crear-se el setembre de 1957 i els turcs posen la data el juliol de 1958 amb l'arribada del tinent coronel Vuruskan.
Rauf Denktash, en una entrevista amb el Turkish Daily News, afirma que va ser ell el fundador del TMT acompanyat de Kemal Tanrisevdi i Burhan Nalbantoglu el novembre de 1957 i afirmà que no havien sigut Ismail Tansu i Ali Rıza Vuruşkan l'1 d'agost de 1958 com generalment s'havia cregut. Segons Denktash, el que sí que va succeir va ser que el comandament del TMT va passar a Tansu i Vuruskan en aquesta última data. L'agost de 1958, l'organització ja havia estat declarada il·legal pel govern colonial britànic.

Aquest mateix líder, en un comunicat al Times de Londres el 20 de gener de 1980, va dir el següent:
"Vaig fundar el TMT (Moviment de Resistència turc) amb uns amics amb la finalitat d'organitzar diverses persones que es movien d'aquí cap allà fent diverses coses. Tothom pensava que jo n'era el líder, però no l'era. Jo n'era un assessor polític. Tan aviat com me'n vaig fer càrrec, jo la vaig lliurar als turcs. Els anglesos van pensar que jo n'era el líder que prenia decisions però no era així. Els líders eren oficials de Turquia".
Segons el coronel de l'exèrcit de Turquia, Ismael Tansu, a càrrec del Departament d'Operacions Espacials de l'Estat Major de l'Exèrcit el 1957 i responsable turc de la creació del TMT, el seu govern i el sector militar van ser els que van decidir la fundació del TMT. En conseqüència, oficials de l'exèrcit van començar a arribar a Xipre amb identitats falses com personal diplomàtic, empleats bancaris i mestres.
De tot això se'n pot extreure que el TMT va ser creat pels xipriotes turcs i un cop creada, els turcs, van decidir donar-hi suport.
El tinent coronel turc, veterà de la guerra de Corea, Ali Rıza Vuruşkan (conegut amb el nom clau Bozkurt o Akınjı) (1912 - 15 de gener de 1979) va ser designat per dirigir el TMT el juliol de 1958. Durant aquest mes, Vuruşkan va entrar a Xipre a través de l'aeroport de Nicòsia amb el nom d'Ali Conan, fent-se passar per inspector de bancs. Mantindrà aquesta identitat durant tota la seva estada a l'illa fins al 1960. Al seu costat van entrar els tinents coronels Necmettin Erce i Sefik Karakurt i els capitans Mehmet Özden i Rahmi Ergun. Oficials turcs especialment capacitats van formar esquadrons del TMT. Vuruşkan també va rebre l'ajuda des del seu inici per Fazil Kucuck, Rauf Denktash, Dubtar Nicancioglu (director de la sucursal del Banc del Treball - Nicòsia), Burhan Isin (Cònsol de Turquia) i Vefa Betsim (operador de ràdio del TMT).

El 17 de febrer de 1979, el xipriota turc Osman Orek, qui amb Fazil Kucuck havia rebut Vuruşkan a la seva arribada a Xipre, va revelar el següent:
"Vaig conèixer Vuruşkan l'últim diumenge de juliol de 1958 a la zona del llogaret Kazafani, al districte de Kyrenia. Jo estava allotjat al motel de Jelal Mustapha amb el Dr. Kucuck. Ell havia entrat a Xipre el dia anterior fingint ser un inspector de banc… Tot i que el TMT s'havia creat el 1957, no tenia un líder capaç i amb experiència, com Grivas, el líder d'EOKA… no teníem objectius. No teníem res, excepte les pistoles, que ens porta a la clandestinitat; i algunes armes lleugeres, que vam robar dels anglesos, arriscant penes de mort; o algunes armes i bombes de fabricació local fetes pels nostres germans… La capacitat d'Ali per controlar la situació en període tan curt de temps va ajudar a construir l'ambient necessari per a l'enfortiment del TMT sobre unes bases sòlides i per a les negociacions de pau, que estan simbolitzats en els acords de Zuric entre Grècia, Turquia i Anglaterra. Sens dubte, el subministrament d'armes es va dur a terme immediatament i d'una forma excel·lent sense que ningú s'adonés de res. Per aquesta raó, la comunitat turca deu molt a Riza Vuruşkan i els herois anònims que van treballar sota les seves ordres. Per aquesta raó, l'1 d'agost de 1958 es va establir més tard com el dia de fundació del TMT".

## Objectius
Els objectius de la seva creació van ser:
- Omplir el buit en la defensa dels xipriotes turcs davant del creixement d'EOKA.
- Unificar les forces clandestines xipriotes turques ja existents i coordinar l'activitat de tots els mujahidins.
- Formar llaços amb simpatitzants turcs.
- Inspirar confiança entre els xipriotes turcs.

El TMT i els líders de les comunitats van monopolitzar les ideologies entre els turcs de Xipre. Aquests van fer campanyes de propaganda contra la penetració comunista a la comunitat.

## Activitat de l'organització fins a l'Operació Atila
L'increment de la violència de la insurgència independentista xipriota grega va radicalitzar la comunitat xipriota turca. La campanya d'EOKA va fer que la seva comunitat xipriota grega abandonés la burocràcia colonial, particularment la policia. De manera que, els turcs van passar a dominar la força auxiliar policial la tasca de la qual també era controlar els rebels grecs. Les accions contra la policia eren percebudes com a accions en contra de tota la comunitat turca. Per això elTMT va iniciar activitats contra l'EOKA. Es van muntar guàrdies nocturnes armades als llogarets. D'aquesta manera l'oposició turca s'organitza amb l'establiment de faccions defensives a cada població de la seva ètnia. TMT va seguir una política de venjança.
El 23 de juliol de 1958, el governador Hugh Mackintosh Foot va declarar el TMT una organització il·legal però això no va impedir que deixés les seves activitats. Posteriorment, l'1 de març de 1959 una amnistia general va ser declarada per als militants d'EOKA i el TMT com a resultat dels acords de Londres i Zuric.
La independència de l'illa el 1960 es produeix simultàniament amb un cop d'estat a Turquia (27 de maig de 1960). Això va fer Xipre deixés de manera transitòria de ser una de les prioritats del Govern turc, i fins i tot es va plantejar de desarticular TMT. Així mateix, va rellevar al seu primer cap, Vuruşkan, que tornà a Ankara. Tanmateix, tornaria a Xipre a fer-se càrrec, més endavant, del TMT en la defensa de Kokkina el 1964.
Després de la independència, l'organització es va mantenir secreta fins al desembre de 1963 quan les lluites entre les comunitats de l'illa van revifar. La policia xipriota turca va deixar les seves comissaries i van afegir-se als comandaments de la seva comunitat. Les armes van ser proveïdes pel contingent turc a l'illa KTKA tot i que la munició escassejava. Durant les primeres setmanes hi va haver una manca d'armes pesants.
Els principals incidents en què participarà TMT des dels fets de 1964-1974 són:
1. El juny i agost de 1964, uns 500 estudiants entren per mar a l'enclavament de Kokkina, tot i que el grup no tenia un lideratge adequat. El 1r d'agost s'hi afegiren Ali Rıza Vuruşkan al costat de Rauf Denktash, i 67 estudiants més. Al cap de poc, s'inicia l'enfrontament de Kokkina.
2. Ocupació i defensa del pas de Kyrenia el 1964.
3. Enfrontament de Lefka - Ambelikou del 9 al 17 de març de 1965.[8]
4. Els incidents de Kophinou d'inicis de 1967.[9]

Durant el període, tal com ho expressen els diferents informes d'UNFICYP, el control del TMT per part de les autoritats xipriotes turques va ser escàs.

## Ordre de Batalla

### Abans de 1964
Abans de les lluites del 1963-64, TMT havia establert diverses unitats administratives anomenades sanjaqs:
- Nicòsia.
- Famagusta.
- Pafos.
- Làrnaca.
- Limassol.
- Lefka.

Els sanjaqs eren comandats pels sanjactars i aquests eren assistits per caps polítics xipriotes turcs, els serdar. El Col·legi Namık Kemal de Famagusta, el Col·legi Turc de Nicòsia i el Club Esportiu Çetinkaya eren els centres d'activitats del TMT.
El seu armament era molt divers (fins i tot alguns dataven de la Primera Guerra Mundial). Altres es van fabricar a l'illa o van ser robats dels arsenals britànics o introduïts a l'illa clandestinament.
L'entrenament es feia a Turquia. Contingents d'entre 20 i 25 persones eren enviades secretament durant uns 45 dies. L'entrenament es basava a preparar els membres del TMT per treballar secretament en la clandestinitat i preparar-los militarment per a la guerra de guerrilles.

### Després de 1964
Després dels fets de 1964, es van formar nous sanjaqs:
- Yeşilirmak / Limnitis (gener 1965).
- Boğaz (juliol 1964)
- Kokkina / Erenköy (agost 1964).
- Serdarlı / Camusos (setembre 1969)
- Ortaköy (gener 1970).

L'organització incrementà la seva eficiència de combat i es converteix en una força semiprofessional. Va augmentar la quantitat d'oficials de l'Exèrcit turc, es va establir un sistema de lleves de dos anys i els seus integrants van passar a vestir uniformes de l'Exèrcit turc.

### A l'inici de l'Operació Àtila
Organitzats sobre la base del seu paper eminentment defensiu. El seu objectiu era el de donar protecció als enclavaments de les comunitats xipriotes turques i d'assegurar una base per a una eventual intervenció turca. Cada enclavament havia d'estar capacitat per defensar-se fins que s'aconseguís un alto al foc o fins que pogués ser reforçat per tropes turques. Per aquest motiu, es mantenia un contingent entrenat al sud de Turquia.
Les forces xipriotes turques tenien també un sistema de lleves de dos anys però a partir dels 16 anys. En finalitzar el servei, tots passaven a la reserva fins a l'edat en què fossin incapaços de transportar armes.
El comandament de les faccions estaven a ordres d'uns 150 oficials turcs que es mantenien a cobert.
Dades de l'Ordre de Batalla:
- Cap: Arif Eryılmaz
- Personal: 4.500 homes. Reserva de primera línia de 3.200 i de segona línia de 12.300. S'hi afegeixen dones entrenades en l'ús d'armes petites amb uniformes grisos i boines negres
- Organització: Les forces xipriotes turques estaven organitzades en regiments, batallons i companyies però no n'hi havia cap que estigués completa o que tingués un nombre de combatents que es correspongués amb la seva magnitud. El més comú eren destacament de llogaret o vila, amb al voltant de 100 persones.[11] Comptaven amb 500 homes amb entrenament de comando amb potencial d'actuar en forma de guerrilla.No posseïen força naval ni aèria tot i que aquesta última estava disponible des d'Anatòlia. Existien, però, elements de control aeri a l'illa que n'impossibilitaven l'arribada.
- Entrenament i equipament: Els nivells d'instrucció i disciplina eren alts. Els soldats eren aptes físicament i decidits a actuar. No obstant això, la iniciativa era escassa en els nivells més baixos. Els seus ànims van decaure a l'inici dels 70, possiblement per la bretxa econòmica que es va generar respecte de la comunitat xipriota grega. Per això, alguns van ser enviats a Turquia per entrenar com a oficials i també es van implementar millores en els allotjaments i equipaments. L'armament, l'equipament i la munició eren defectuosos a causa del bloqueig fet pels xipriotes grecs. No posseïen carros blindats ni artilleria. El suport de foc es limitava a alguns morters i metralladores pesades. Posseïen una capacitat de transport baixa però no era una debilitat important atès que la seva tasca tenia una concepció defensiva.

El 1r d'agost de 1976 el TMT es va transformar en les Forces de Seguretat Xipriotes Turques.

## Caps del TMT
El TMT va estar a càrrec d'oficials turcs des de la seva creació denominats "Bayraktar", que responien directament a l'Estat Major Turc. Aquests van ser:
- Ali Rıza Vuruşkan (juny 1958 - juny 1960)
- Sefik Karakurt (juny 1960 - juny 1962)
- Kenan Çoygun (agost 1962 - juliol 1967)
- Cevat Giray (juliol 1967 - juliol 1968)
- Rüştü Kazandağ (juliol 1968 - agost 1970)
- Süleyman Eyüpoğlu (agost 1970 - juliol 1972)
- Arif Eryılmaz (juliol 1972 - setembre 1974)
- Çetin basar (setembre 1974 - maig 1976)
- Aydın Ilter (agost 1976)[12]

## Actualitat
Actualment el TMT és una organització nacionalista dedicada a homenatjar els veterans xipriotes turcs de les lluites a l'illa i exaltar la defensa de la comunitat.